# Nikopol (Ukraine)
 Ikke at forveksle med byen Nikopol i Bulgarien.
Níkopol (ukrainsk: Нíкополь, tr. Níkopol, ukrainsk udtale: [ˈn⁽ʲ⁾ikopolʲ]  ( hør); russisk: Никополь, tr. Nikopol) er en større by i Dnipropetrovsk oblast i det sydlige Ukraine på højre bred af Dnepr, omkring 100 km syd-vest for byen Dnipro. Nikopol er administrativt center i rajonen af samme navn og har 105.160 (2022) indbyggere. Nikopol har en flodhavn og ligger lige nord for Kakhovskereservoiret.

## Historie
Byen var tidligere en kosakbosættelse med navnet Nikitin Rog, der fik bystatus og sit nuværende navn i 1782. Nikopol har siden 1800-tallet været centrum for Manganudvinding. I April 1935 åbnedes Nikopol sydlige rørfabrik, som senere blev en af de største producenter af stålrør i USSR. Udviklingen på rørfabrikken understøttede fremvæksten af andre 23 industrivirksomheder. I 1937 fik Nikopol status som by regional betydning, og i 1941 var befolkningen vokset til 70.000.

## Økonomi og erhverv
Industrivirksomheder tegner sig i dag for mere end halvdelen af byens samlede indtægter. Hovedparten af byens industri er metalindustri og metalforarbejdning. Metalindustrien tegner sig for 95,6% af den samlede industriproduktion i byen. Industrivirksomheder i Nikopol beskæftiger mere end 19.000 mennesker, eller 45% af det samlede antal arbejdsstyrke på 42.000.

## Demografi
| 1897*   | 1939*   | 1959*   | 1970*   | 1979*   | 1989*   |
| ------- | ------- | ------- | ------- | ------- | ------- |
| 21 282  | 57 800  | 82 992  | 124 949 | 145 654 | 157 608 |
| 2001*   | 2007    | 2008    | 2009    | 2010    | 2011    |
| 136 280 | 129 207 | 127 532 | 125 599 | 123 748 | 121 784 |
| 2018    | 2019    | 2020    | 2021    | 2022    |         |
| 112 102 | 110 669 |         | 107 464 | 105 160 |         |